# Валенсія (Венесуела)
Вале́нсія, або Вале́нція (ісп. Valencia) — місто на півночі Венесуели. Столиця та найбільше місто штату Карабобо.

## Географія
Розміщене за 30 км від узбережжя Карибського моря (порт Пуерто-Кабельйо), за 125 км на захід від Каракаса, на височині за 11 км на захід від озера Валенсія.

### Клімат
Місто знаходиться у зоні, котра характеризується кліматом тропічних саван. Найтепліший місяць — квітень із середньою температурою 25.3 °C (77.5 °F). Найхолодніший місяць — липень, із середньою температурою 23.3 °С (73.9 °F).
| Клімат Валенсії         | Клімат Валенсії | Клімат Валенсії | Клімат Валенсії | Клімат Валенсії | Клімат Валенсії | Клімат Валенсії | Клімат Валенсії | Клімат Валенсії | Клімат Валенсії | Клімат Валенсії | Клімат Валенсії | Клімат Валенсії | Клімат Валенсії |
| Показник                | Січ.            | Лют.            | Бер.            | Квіт.           | Трав.           | Черв.           | Лип.            | Серп.           | Вер.            | Жовт.           | Лист.           | Груд.           | Рік             |
| Середня температура, °C | 23,6            | 24,1            | 25,1            | 25,3            | 24,6            | 23,8            | 23,3            | 23,5            | 23,6            | 24              | 24              | 23,7            | 24,1            |
| Норма опадів, мм        | 8.9             | 7.5             | 12.8            | 78.8            | 167.5           | 183.3           | 211.6           | 201.1           | 158.6           | 143.6           | 90.5            | 32.3            | 1296.5          |
| Днів з опадами          | 2,5             | 2               | 1,8             | 7,1             | 14              | 18,9            | 12              | 20,8            | 16,4            | 15,2            | 11,2            | 6,1             | 128             |
| Вологість повітря, %    | 70              | 65.7            | 65              | 69.2            | 76.6            | 81              | 82.6            | 83.2            | 82.4            | 81.5            | 79.5            | 74.8            | 76              |
| ----------------------- | --------------- | --------------- | --------------- | --------------- | --------------- | --------------- | --------------- | --------------- | --------------- | --------------- | --------------- | --------------- | --------------- |
| Джерело: Weatherbase    |                 |                 |                 |                 |                 |                 |                 |                 |                 |                 |                 |                 |                 |

## Історія
Місто засноване в 1555 році, з 1812 по 1830 рік Валенсія була столицею Венесуели.
Населення — 830 тис. жителів (1,3 млн у межах міської агломерации).

## Українці у Валенсії

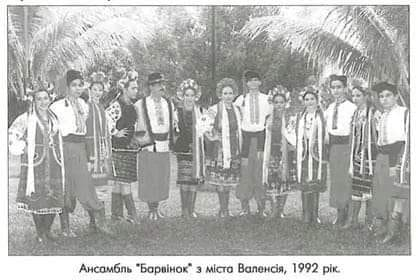
Український ансамбль "Барвінок" з Валенсії, Венесуела. 1992 рік.

З 1950-их років у Валенсії діяла активна українська громада, яка започаткували православну церкву Св. Володимира. Також діяв осередок Спілки Української Молоді. А найдовше то кінця 2010-их гурт українського фольклорного танцю "Барвінок" який вигравав премії на фестивалях і конкурсах у Венесуелі.

## Уродженці
- Гресія Долорес Кольменарес Мьюссенс (нар. 1962) - венесуело-аргентинська акторка.